# Алейник, Сергей Фёдорович
Сергей Фёдорович Алейник (бел. Сяргей Фёдаравіч Алейнік; род. 28 января 1965, Минск) — белорусский дипломат.
С 13 декабря 2022 по 27 июня 2024 года занимал должность Министра иностранных дел Республики Беларусь.

## Образование
В 1986 году окончил Минский государственный педагогический институт иностранных языков (ныне — Минский государственный лингвистический университет) по специальности «немецкий и английский языки», в 1993 году Венскую дипломатическую академию по специальности «международные отношения».
Владеет немецким и английским языками.

## Карьера
В 1986—1988 годах — заместитель секретаря комсомольской организации Минского государственного педагогического института иностранных языков.
В 1988—1992 годах— на службе в Вооружённых Силах.
В 1992 году принят на дипломатическую службу Республики Беларусь.
В 1994—1995 годах — заместитель начальника отдела государственного протокола службы государственного протокола Министерства иностранных дел Республики Беларусь.
В 1995—1996 годах — консул Генерального консульства Республики Беларусь в Гааге (Королевство Нидерландов).
В 1996—1999 годах — временный поверенный в делах Республики Беларусь в Королевстве Нидерландов, Постоянный представитель Республики Беларусь в Организации по запрещению химического оружия.
В 1999—2002 годах — начальник службы государственного протокола Министерства иностранных дел Республики Беларусь.
С ноября 2002 по январь 2009 года — постоянный представитель Республики Беларусь при отделении ООН и других международных организациях в Женеве, Чрезвычайный и Полномочный Посол Республики Беларусь при Святом Престоле и при Суверенном Мальтийском Ордене по совместительству.
9 января 2009 года был назначен Заместителем Министра иностранных дел Республики Беларусь с сохранением функций Чрезвычайного и Полномочного Посла Республики Беларусь при Святом Престоле и при Суверенном Мальтийском Ордене.
8 января 2013 года был назначен Чрезвычайным и Полномочным Послом Республики Беларусь в Соединённом Королевстве Великобритании и Северной Ирландии, Чрезвычайным и Полномочным Послом Республики Беларусь в Ирландии по совместительству.
20 июля 2020 года был освобождён с должности Посла в связи с переходом к другому нанимателю.
20 июля 2020 года назначен Заместителем Министра иностранных дел Республики Беларусь с сохранением функций Чрезвычайного и Полномочного Посла Республики Беларусь при Святом Престоле и при Суверенном Мальтийском Ордене.
С 10 февраля 2022 по 13 декабря 2022 года — первый заместитель министра иностранных дел Республики Беларусь.
13 декабря 2022 года назначен Министром иностранных дел Республики Беларусь.
27 июня 2024 года освобождён от должности министра иностранных дел и назначен членом Совета Республики Национального собрания Республики Беларусь восьмого созыва (по президентской квоте).

## Личная жизнь
Женат, имеет двух сыновей.
Хобби: бильярд.